# Allodia pallipes
Epicypta pallipes, Mycetophila pallipes
Espèce
Synonymes
- †Epicypta pallipes Förster, 1891
- †Mycetophila pallipes Heer, 1856

Allodia pallipes est une espèce fossile d'insectes diptères de la famille des Mycetophilidae.

## Classification
L'espèce Mycetophila pallipes est décrite en 1856 par le géologue suisse Oswald Heer (1809-1883),.
Cette espèce a trois collections qui viennent d'Aix-en-Provence dans les Bouches-du-Rhône en Provence-Alpes-Côte d'Azur et des marnes en plaquettes de Brunstatt dans le Haut-Rhin en Alsace ; L'échantillon MNHN.F.B24813 est au Muséum national d'histoire naturelle de Paris.

### Renommages
Cette espèce est renommée Epicypta pallipes en 1891 par le paléontologue et entomologiste allemand Bruno Förster (1852-1924) et repris par O. A. Johannsen en 1909,.
Cette espèce est renommée Allodia pallipes en 1937 par le paléontologue français Nicolas Théobald (1903-1981)  et repris ou confirmé par S. S. Oliveira et D. D. S. Amorim en 2021,.

### Tribu et sous-famille
Le genre Allodia est classé dans la tribu des Exechiini Enderlein, 1936 et dans la sous-famille des Mycetophilinae Newman, 1834 depuis la déclaration de Valentine Bouju (d) et al. en 2021,.

## Description

### Caractères
Diagnose de Nicolas Théobald en 1937 sur l'échantillon A106 de l'institut géologique de Lyon, : 

« Insecte brun foncé, ailes claires. Tête arrondie, 2 antennes de 15 articles visibles, l'article basal restant caché ; articles gros et subcarrés à la base, devant cylindriques et plus minces vers l'extrémité. Thorax bombé. Abdomen légèrement comprimé, fin à l'avant, renflé et tronqué à l'apex ; 7 segments ; ovopositeur avec deux lamelles ; articles brun foncé sur le dos, brun clair sur le ventre ; poils fins, visibles aux articulations. Pattes grêles, allongées ; fémurs peu renflés, courts, poils fins disposés sur plusieurs rangs ; tibia III: 2 rangées à la face interne, une à la face externe ; tibia III : 3 rangées internes et une externe externe, en outre 5-6 poils raides ; extrémité du tibia armé de 2 éperons, sauf le tibia I qui n'en a qu'un ; tarse grêle et finement velu. Ailes dépassant l'abdomen, surface couverte de microtriches ; sommet arrondi ; nervation bien conservée ; C se terminant un peu avant le sommet, Sc très réduite, R bien développée, se terminant au tiers externe, Rs naissant vers le milieu de l'aile, légèrement arqué vers l'avant, se terminant un peu avant le sommet ; C, R et Rs plus fortes que les autres nervures ; M issue de la base, réunie à Rs par une courte nervure transversale, se divisant peu au-delà en 2 branches; Cu bifurquée ; A courtes et indistinctes. ».

### Dimensions
La longueur totale est de 4,7 mm, et la longueur des ailes est de 4 mm.

### Affinités
« Très voisin de M. pallipes Heer, mais de taille inférieur. la figure et la description données par Heer sont trop incomplètes pour permettre une identification certaine.
Allodia nigrifasciata Brun. des Indes est de taille légèrement inférieure, les ailes sont légèrement jaunâtres. ».

Nicolas Théobald signale aussi concernant l'échantillon de Förster dénommé Epicypta pallipes

« L'échantillon, venant des marnes en plaquettes de brunnstat et décrit par Förster, appartient sans doute au g. Allodia. Les branches de Cu sont, en effet, assez fortement divergentes comme c'est le cas dans le g. Allodia ; les ailes sont aussi plus courtes que l'abdomen. dans le g. Epicypta par contre, les branches de Cu sont peu divergentes et les ailes dépassent l'abdomen. ».

## Biologie
« le g. Allodia existe en Europe, en Amérique du Nord et dans l'Himalaya. ».

« Le g. Allodia vit dans nos régions. Un certain nombre d'espèces fossiles ont été décrites de l'ambre de la Baltique par F. Meunier (Monogr. Mycet 1904). 
Cette espèce est peut-être identique à celle d'Aix. ».

## Galerie
- espèces Allodia vivantes
- Allodia alternans.
- Allodia caligata.
- Allodia lugens aîle.
- Allodia ornaticollis.
- Allodia truncata.
- Allodia zaitzevi.

### Publication originale
- [1856] (de) Oswald Heer, « Über die fossilen Insekten von Aix in der Provence », Vierteljahrsschrift der Naturforschenden Gesellschaft in Zürich, Suisse, vol. 1,‎ 1856, p. 1-40 (ISSN 0042-5672).